# Bösenbrunn
Bösenbrunn ist eine Gemeinde im sächsischen Vogtland im Vogtlandkreis.
Die Gemeinde wurde am 1. April 1994 aus den ehemals selbständigen Gemeinden Bobenneukirchen, Bösenbrunn, Ottengrün und Schönbrunn quasi als Gesamtgemeinde gegründet. Sie gehört zur Verwaltungsgemeinschaft Oelsnitz/Vogtl.

## Geographie
Das Gemeindegebiet liegt südlich der Talsperre Pirk und wird von mehreren Nebenflüssen der Weißen Elster durchzogen, darunter befinden sich der Lohbach, der Triebelbach, der Frankelohbach, der Schafbach, der Ottengrüner Bach, der Zettlarsgrüner Bach und der Kuhbach. Auf dem Gebiet der Gemeinde liegt zudem ein Teil der Talsperre Dröda (Trinkwasser), auch Feilebachtalsperre genannt. Der niedrigste Punkt liegt mit 395 m ü. NN am Triebelbach, der höchste Punkt mit 618 m ü. NN befindet sich im Süden der Gemeinde. Das gesamte Gemeindegebiet ist 3.421 ha groß.

### Nachbargemeinden
| Gemeinde Weischlitz |                                             | Stadt Oelsnitz |
|                     | Kompassrose, die auf Nachbargemeinden zeigt |                |
|                     | Gemeinde Triebel                            |                |

### Gemeindegliederung
Die Gemeinde Bösenbrunn wurde am 1. April 1994 gebildet aus den ehemals selbständigen Gemeinden:
- Bösenbrunn mit den Weilern Beucholdsgrün, Kulm und Untertriebelbach.
- Bobenneukirchen mit den Ortsteilen Burkhardtsgrün, Engelhardtsgrün, Pfaffenberg und Zettlarsgrün und den Weilern Einsiedel, Höflein, Weidigt, Weißenstein und Zeche. Der Ortsteil Dechengrün wurde durch den Bau der Talsperre Dröda abgebrochen.
- Ottengrün mit dem Weiler Eibighäuser
- Schönbrunn mit den Weilern An der Huth (am Dockelsberg), Obertriebelbach und Huthaus (beide bei Lauterbach).

## Geschichte
Auf die urkundliche Ersterwähnung von Bösenbrunn im Jahre 1378 bezog sich die im Jahr 2003 durchgeführte 625-Jahr-Feier des Ortes. Es gilt als sicher, dass die Siedlung wesentlich älteren Ursprungs ist, entsprechende Belege fehlen jedoch.
Der Ortsname kann aus dem Mittelhochdeutschen mit schlechter, wenig ergiebiger Quell (= böser Brunnen) gedeutet werden. Verwaltungsmäßig gehörte das Dorf zum Amt Voigtsberg, wobei Partikularzugehörigkeiten zum Plauener Amt nicht ausgeschlossen werden können.
Zentrum und Ursprung der Siedlung ist das Gelände knapp oberhalb des Zusammenflusses von Dorfbach und Triebelbach. In diesem Seitental, dem sogenannten Weberbachgrund, befand sich eine frühdeutsche Wehranlage, die 1937 von dem Archäologen Amandus Haase (1886–1947) wiederentdeckt wurde (heute Festplatz Bösenbrunn). Da sich diese Ringwallinsel auf Rittergutsflur befand, kann von einer Schutzfunktion für ein hier seit langer Zeit bestehendes Festes Haus ausgegangen werden.
Das Rittergut Bösenbrunn tauchte 1440 erstmals als Vorwerk der Familie von Sack zu Geilsdorf auf und wurde 1536 explizit als Rittergut bezeichnet. Mindestens seit 1560 war es auch ständiger Wohnsitz der Adelsfamilie, da sich in diesem Jahr ein Hans Sack zu Geilsdorf urkundlich mit dem Zusatz auf Bösenbrunn nannte. In den folgenden Jahrhunderten befand sich das Rittergut im Besitz der Adelsfamilien von Tettau, Neidberg, Trützschler und Brandenstein.
Der heutige Bau wurde ausweislich des Allianzwappens über dem Eingang 1727 von Philipp Ferdinand von Neidberg errichtet. Ab 1783 war das Rittergut bürgerlicher Besitz, zunächst der Familie Seydel, später Schaumberg, Wauer und Naumann. Letzter Besitzer des schlossartigen Anwesens (U-förmiger, nach Norden offener Komplex mit Stallanlagen, Brennerei und Gesindehäusern) war bis zur Enteignung 1945 Wilhelm Koch aus der Oelsnitzer Teppichdynastie. Später diente das Haus als Schule, Sitz der Gemeindeverwaltung, Heimstatt der Vereine und Gasthof.
Zu Bösenbrunn gehören Mühlleithe, Kulm, Untertriebelbach und die Einzelanwesen Klingerstein und Beucholdsgrün. Mühlleithe schließt sich am Hang des Triebelbaches nahtlos an das Hauptdorf an. Untertriebelbach liegt zwei Kilometer aufwärts im Triebelbachtal und war dem Ursprung nach eine Bergarbeitersiedlung. Die Rodesiedlung Kulm liegt in nordwestlicher Richtung in 480 Meter Seehöhe. Der Weiler tauchte 1681 erstmals in einem Lehnbrief für Adam Ulrich II. von Neidberg auf Bösenbrunn und Planschwitz auf und ist 1752 urkundlich belegt.
Auf dem Klingerstein nordöstlich des Ortes befand sich einst eine Schäferei, heute ist die Erhebung nur noch eine Flurbezeichnung. Das 530 Meter über dem Meeresspiegel gelegene Einzelanwesen Beucholdsgrün liegt am Ortsausgang Richtung Bobenneukirchen und dürfte als Spätsiedlung – der erste Hinweis stammt von 1862 – seinen Namen vom einstigen Besitzer des Flurstücks erhalten haben.
Alle Ortsteile, bis auf ein Haus von Untertriebelbach, zählten zum 1497 bis 1856 bestehenden Kirchspiel Bösenbrunn. Die in den 1990er Jahren aufwändig sanierte Kirche liegt erhöht über dem Ortskern.
In alter Zeit hat besonders der Bergbau Bösenbrunn geprägt. In fast 30 Gruben wurden Kupfer, Zinn und Eisen, vereinzelt auch Nickel gewonnen. Im Triebelbach war die Perlenfischerei bedeutend, auf die die Oelsnitzer Familie Schmirler das Monopol besaß. Die Pechsiederei ist in Bösenbrunn noch bis 1885 unter Rittergutsbesitzer Karl Friedrich Wauer (1806 bis 1890) betrieben worden. Davon künden heute noch zwei Griebenherde und die ehemalige Pechhütte (Bräuhaus).
Die Anfänge des Schulwesens in Bösenbrunn liegen noch im Dunkeln. Genaue Nachrichten sind erst mit der Vereinigung der Kirchspiele Bösenbrunn und Dröda 1856 bekannt. 1857 wurde Karl Friedrich Dietz (1835 bis 1912) als Kirchschullehrer eingesetzt, der das Amt bis 1901 bekleidete. Schulgebäude war lange Zeit das Pfarrlehen an der Hauptstraße, das 1983 wegen seines schlechten Bauzustandes abgebrochen wurde.
Nach 1945 diente das vormalige Rittergut als Schule, was seine Rettung bedeutete. Denn die sowjetischen Besatzer hatten es wegen seines herrschaftlichen Charakters eigentlich zum Abbruch vorgesehen. Seit 1966 werden die Bösenbrunner Kinder in Bobenneukirchen bzw. Oelsnitz unterrichtet. Beim Bau der Talsperre Dröda in den Jahren 1964 bis 1971 wurde der Bobenneukirchener Ortsteil Dechengrün vollständig abgebrochen.
Das 19. Jahrhundert brachte einen Aufschwung für Handwerk, Handel und Kleingewerbe. Von 1880 bis heute sind 123 Gewerbeanmeldungen nachweisbar, darunter drei Ortsgasthöfe. Seit jeher war auch die Landwirtschaft für Bösenbrunn von großer Bedeutung. Die jahrhundertealten bäuerlichen Strukturen wurden abgelöst von der 1953 gegründeten LPG Friedrich Engels, die seit 1958 zur Schönbrunner Genossenschaft zählte. Die ausgedehnten Ackerflächen bewirtschaftet nunmehr die Agrofarm 2000 GmbH Eichigt.
Als älteste Gründung im Bösenbrunner Vereinswesen kann 1874 die der örtlichen Freiwilligen Feuerwehr gelten, hervorgegangen aus einer damals bereits bestehenden Spritzenvereinigung. 1925 kamen der Turn- und Sportverein sowie die Gesangsvereinigung Harmonie, später auch der Arbeiter-Radfahrerverein, der Militär- und der Sparverein hinzu. Bis auf die beiden letztgenannten Vereine und die Freiwillige Feuerwehr wurden die Vereine ab 1933 von den Nationalsozialisten verboten. Heute bestehen neben der Freiwilligen Feuerwehr der 1961 als BSG Traktor Bösenbrunn gegründete Sportverein sowie der 1994 aus der Taufe gehobene Feuerwehrförderverein Bösenbrunn.
Der Ort Bösenbrunn zählt heute 220 Einwohner, die höchste Einwohnerzahl betrug 546 unmittelbar nach Ende des Zweiten Weltkrieges.

### Einwohnerentwicklung
Entwicklung der Einwohnerzahl (31. Dezember):
| - 1998: 1.412 - 1999: 1.469 - 2000: 1.485 - 2001: 1.489 | - 2002: 1.451 - 2003: 1.456 - 2004: 1.414 - 2006: 1.339 | - 2007: 1.330 - 2008: 1.319 - 2012: 1.226 - 2013: 1.231 | - 2021: 1.103 |

Datenquelle: Statistisches Landesamt Sachsen

## Religionen
Die ganze Region ist evangelisch-lutherisch geprägt. Die kirchlichen Beziehungen Bösenbrunns bestanden von Beginn an nach Oelsnitz. Hierher war der Ort gepfarrt, ehe er 1597 mit Nicolaus Zimmermann den ersten eigenen Pfarrer und 1615/1617 auf Initiative des Rittergutsbesitzers Joachim von Neidberg den heute noch bestehenden Kirchenbau erhielt.
Zum Kirchspiel Bösenbrunn, dem kleinsten und schlechtbezahltesten der Ephorie Oelsnitz, zählten neben Bösenbrunn Kulm, Untertriebelbach bis auf ein Haus, der Klingerstein sowie vier Häuser von Untertriebel.
1856 wurde Bösenbrunn Filialkirche von Dröda, ein Pfarrer betreute beide Gemeinden. Seit 1955 gehörte Bösenbrunn zur Pfarrgemeinde Taltitz, heute wird der Ort von der Evangelisch-Lutherischen Kirchgemeinde St. Jacobi, Oelsnitz betreut.
Bobenneukirchen ist mit den „-Grün“-Dörfern Burkhardtsgrün, Engelhardtsgrün, Ottengrün und Zettlarsgrün als eigenes Kirchspiel seit 1996 Bestandteil der Schwestergemeinden Bobenneukirchen-Eichigt-Triebel/Posseck/Sachsgrün. 2013 vereinigten sich die Schwestergemeinden zur Ev.-Luth. Dreieinigkeitskirchgemeinde Bobenneukirchen.

## Politik

### Gemeinderat
Seit der Gemeinderatswahl am 9. Juni 2024 verteilen sich die 12 Sitze des Gemeinderates folgendermaßen auf die einzelnen Gruppierungen:
- Abgeordnete der Bürger: 1 Sitz
- Action Bürger Schönbrunn: 3 Sitze
- AgLB: 7 Sitze
- Die Linke: 1 Sitz

Die Wahlbeteiligung lag bei 71,3 %. Von 906 wahlberechtigten Bürgern stimmten 646 ab. Davon waren 637 Stimmen (98,6 %) gültig und 9 Stimmen (1,4 %) ungültig.
| Gemeinderat ab 2024Insgesamt 12 Sitze - Linke: 1 - ABS: 3 - AgLB: 7 - AdB: 1 | Wahlvorschlag            | 2024   | 2024   | 2019   | 2019   | 2014   | 2014   |
| Gemeinderat ab 2024Insgesamt 12 Sitze - Linke: 1 - ABS: 3 - AgLB: 7 - AdB: 1 | Wahlvorschlag            | Sitze  | in %   | Sitze  | in %   | Sitze  | in %   |
| Gemeinderat ab 2024Insgesamt 12 Sitze - Linke: 1 - ABS: 3 - AgLB: 7 - AdB: 1 | AgLB                     | 7      | 51,4   | 4      | 33,2   | 3      | 23,9   |
| Gemeinderat ab 2024Insgesamt 12 Sitze - Linke: 1 - ABS: 3 - AgLB: 7 - AdB: 1 | Action Bürger Schönbrunn | 3      | 27,5   | 3      | 22,8   | 3      | 27,5   |
| Gemeinderat ab 2024Insgesamt 12 Sitze - Linke: 1 - ABS: 3 - AgLB: 7 - AdB: 1 | Abgeordnete der Bürger   | 1      | 10,6   | 3      | 27,0   | 5      | 36,1   |
| Gemeinderat ab 2024Insgesamt 12 Sitze - Linke: 1 - ABS: 3 - AgLB: 7 - AdB: 1 | Linke                    | 1      | 10,5   | 2      | 14,4   | 1      | 12,5   |
| Gemeinderat ab 2024Insgesamt 12 Sitze - Linke: 1 - ABS: 3 - AgLB: 7 - AdB: 1 | Wählervereinigung Linke  | –      | –      | –      | 2,6    | –      | –      |
| Gemeinderat ab 2024Insgesamt 12 Sitze - Linke: 1 - ABS: 3 - AgLB: 7 - AdB: 1 | Wahlbeteiligung          | 71,3 % | 71,3 % | 65,5 % | 65,5 % | 65,8 % | 65,8 % |

### Bürgermeister
Bürgermeister ist seit 2022 Christian Klemet (AgLB). 
Sein Vorgänger war seit 2015 Berthold Valentin und dessen Vorgänger war Jürgen Reichelt.
| Wahl | Bürgermeister     | Vorschlag | Wahlergebnis (in %) |
| ---- | ----------------- | --------- | ------------------- |
| 2022 | Christian Klemet  | AgLB      | 61,9                |
| 2015 | Berthold Valentin | AgLB      | 90,8                |
| 2008 | Jürgen Reichelt   | Reichelt  | 54,9                |
| 2001 | Elke Otto         | CDU       | 72,9                |

### Wappen
| Wappen von Bösenbrunn | Blasonierung: „Halbgespalten und geteilt; vorn oben in Grün ein goldenes, von zwei silbernen Pfeilen durchbohrtes Herz; hinten oben in Gold ein grünes Erlenblatt; unten in verwechselten Farben in Silber und Blau ein zehnfach geteilter Bord um zwei gestürzte schräggekreuzte Berghämmer (Hammer und Schlegel).“ |
| Wappen von Bösenbrunn | Wappenbegründung: Die vier Felder des Wappens symbolisieren die vier Ortsteile. Rechts oben befindet sich auf grünem Grund, das gelbe durchstochene Herz, das seit dem 19. Jahrhundert als Siegelmotiv in Bobenneukirchen verwendet wurde. Oben Links befindet sich auf gelbem Grund ein grünes Erlenblatt, welches zum einen als redendes Motiv für den Ortsteil Ottengrün stehen soll, zum anderen auch den großen Bestand an Erlen auf dem Gebiet dieses Ortsteiles verdeutlicht. Der geteilte Bord steht als Symbol für einen Brunnen und damit redendes Element für die Ortsteile Schönbrunn und Bösenbrunn, wobei die blaue Farbe auf die reichen Wasservorkommen in diesem Gebiet hinweist. Die gestürzten Schlägel und Eisen symbolisieren den Bergbau, der vor allem in den beiden letztgenannten Ortsteilen betrieben wurde. |

## Kultur und Sehenswürdigkeiten

### Naturschutz
- Siehe auch: Liste der Naturdenkmale in Bösenbrunn

### Gedenkstätten
- Grabstätten mit Gedenkstein auf dem Friedhof des Ortsteiles Bobenneukirchen zur Erinnerung an unbekannte KZ-Häftlinge eines Todesmarsches aus einem der Außenlager des KZ Buchenwald, die im April 1945 von SS-Männern ermordet wurden
- Grabstätten auf dem Friedhof des Ortsteiles Posseck zur Erinnerung an fünf jüdische weibliche KZ-Häftlinge, die bei einem Todesmarsch des Außenlagers Christianstadt des KZ Groß-Rosen von SS-Männern bei Gassenreuth ermordet wurden, sowie das Grab eines unbekannten Kriegsgefangenen

## Söhne und Töchter der Gemeinde
- Julius Strobel (1814–1884), Orgelbauer in Frankenhausen

## Wirtschaft und Infrastruktur

### Verkehr
Nördlich von Bösenbrunn verläuft die Bundesautobahn 72 (Anschlussstelle Pirk).
Der Ort ist mit der vertakteten RufBus-Linie 54 des Verkehrsverbunds Vogtland an Oelsnitz angebunden.

### Bergbau
Früher befand sich in der Nähe des Dorfes Schönbrunn die Flussspatgrube „Patriot“, die später vom VEB Fluß- und Schwerspat Lengenfeld genutzt wurde. Heute befindet sich an dieser Stelle nur noch eine Wiese.